# Уманьферммаш
ПрАТ «Уманьферммаш» — колишній завод у галузі виробництва сільськогосподарської техніки. Розташований у місті Умань Черкаської області.

## Історія
Будівництво заводу «Уманьферммаш» було розпочато у 1969 році, першою була випущена промислова продукція.
До 1991року підприємство спеціалізувалося на випуску 3 видів машин для тваринництва і кормовиробництва та було монополістом у своїй галузі.
У липні 1996 року підприємство змінило форму власності і перейменовано у відкрите акціонерне товариство «Уманьферммаш».
У 2003 році у підприємства з'явився стратегічний інвестор — Маріупольський металургійний комбінат імені Ілліча, який викупив контрольний пакет акцій. Підприємство перепрофілювалося на випуск машин для переробки сільськогосподарської продукції, ґрунтообробної та бурякозбиральної техніки, транспортних засобів. Номенклатура зросла до 70 найменувань продукції і 250 видів запчастин до них, обсяги виробництва та реалізації продукції за чотири роки зросли більш ніж у 6 разів.
У 2020 році підприємство припиняє свою діяльність.
У 2021 році майно та будівлі підприємства розпродують частинами.

## Продукція
В різні роки підприємство випускало багатопланову продукцію сільськогосподарського призначення за напрямками
- ґрунтообробка
- транспортування
- бурякозбиральна техніка
- стаціонарні сільськогосподарські машини
- ливарна продукція

## Нагороди
Підприємство — неодноразовий переможець Всеукраїнського конкурсу «Найкращий роботодавець року», нагороджено золотими і срібними медалями та дипломами міжнародних сільськогосподарських виставок.